# Пятницкий, Сергей Сергеевич
Серге́й Серге́евич Пя́тницкий (укр. Сергій Сергійович П'ятницький; 2 (15) марта 1905 , Кочеток — 2 мая 1971, Харьков) — украинский советский лесовод-селекционер, член-корреспондент ВАСХНИЛ (с 1956), доктор сельскохозяйственных наук (1948), профессор (1949), заслуженный деятель науки УССР (1965).

## Биография
Родился 2 (15) марта 1905 в селе Кочеток, ныне Харьковская область.
В 1925 году окончил лесоводческий факультет Харьковского сельскохозяйственного института.
Участник Великой Отечественной войны.
Более 40 лет работал в научно-исследовательских учреждениях. С 1934 года работал заведующим отделом селекции Украинского научно-исследовательского института лесного хозяйства и агролесомелиорации, с 1949 и до последних дней жизни — одновременно и заведующим кафедрой лесоводства и агролесомелиорации Харьковского сельскохозяйственного института.
По его инициативе разработаны способы размножения древесных пород с помощью прививки — включают заготовку черенков, хранения, определения оптимальных сроков прививки, подбору подвоев, технику прививки, ухода за щепами, схемы смешения клонов.
1956 — член-корреспондент ВАСХНИЛ, сотрудник Украинского НИИ лесного хозяйства и агромелиорации. Нагороджений орденом Трудового Червоного Прапора.
Труды С. С. Пятницкого посвящены вопросам селекции и общего лесоводства, им выведены высокопродуктивные формы дуба.
Под руководством С. С. Пятницкого защищены 50 кандидатских и несколько докторских диссертаций.

## Награды
- Орден Трудового Красного Знамени
- Медаль «За боевые заслуги»
- Медаль «За победу над Германией в Великой Отечественной войне 1941—1945 гг.»
- Юбилейная медаль «Двадцать лет Победы в Великой Отечественной войне 1941—1945 гг.»
- Заслуженный деятель науки УССР